# 美祿
美祿（英語：Milo）是一種由瑞士雀巢公司出品的奶類飲料，含有巧克力和麥芽成份，最早由澳洲人托馬斯·梅恩於1934年研發，作為一款營養補充品，在雪梨皇家復活節展覽會正式推出。後來，這款飲品輾轉成為雀巢公司旗下品牌。
現在，美祿也在紐西蘭、馬來西亞、美国、韩国、日本、台湾、香港、印度、南非、迦納、牙買加、中国大陸等國家和地區生產，逾40個國家地區販賣，更被馬來西亞官方譽為「國民饮料」。美祿的衍生产品包括了美祿巧克力块、美祿谷物脆片、美祿口味冰淇凌和美祿口味面包等。

## 命名
「美祿」即古希臘時代體育健將克羅托那的米羅。

## 配方
40%糖、脫脂奶粉、麥芽萃取物、麥芽糊精、可可粉、棕櫚油、礦物質（磷酸鈣、碳酸鎂、焦磷酸鐵）、維生素（C、B1、B2、菸鹼胺、本多酸鈣、B6、B12）、生物素、香料等。
成分：水、巧克力麥芽粉［麥芽萃取物（樹薯澱粉、大麥麥芽）、脫脂乳、蔗糖、可可粉、棕櫚油、磷酸氫鈣（無水）、麥芽糊精、磷酸氫二鈉（無水）、維生素C（抗壞血酸）、焦磷酸鐵、菸鹼醯胺、維生素B6、維生素B2、維生素D3、維生素B12］、全脂乳粉、可可粉、蔗糖、微結晶狀-纖維素、羧甲基纖維素鈉、鹿角菜膠（含葡萄糖）。

## 其他
- 在馬來西亞及新加坡，人們流行在冰凍的美祿上再添上未溶的美祿沖劑，稱為美祿恐龍[8][9]。
- 2015年，根據BBC與News.com.au報導，紐西蘭和澳洲地區的美祿換了新配方；此舉引起了紐西蘭部分消費者的負面反應[4][10][11]。

### 竞争产品
- 阿华田
- Swiss Miss（英语：Swiss Miss）
- 好立克（麦乳精）

## 圖集

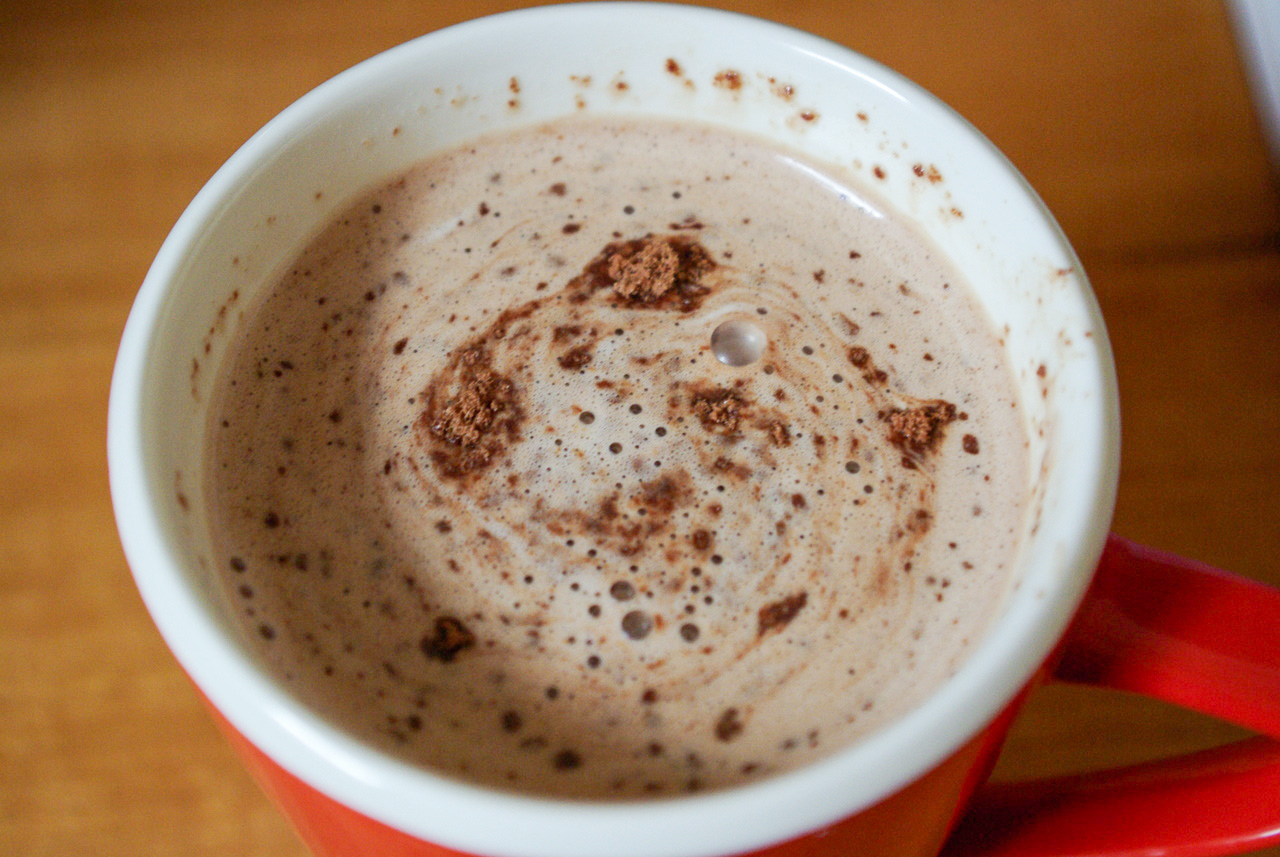
一杯熱美祿
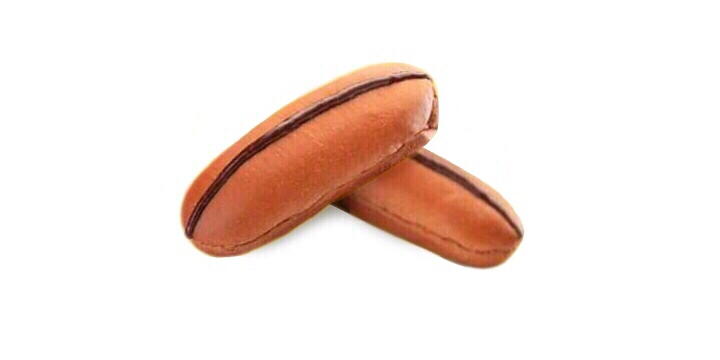
Mighty White美祿口味面包
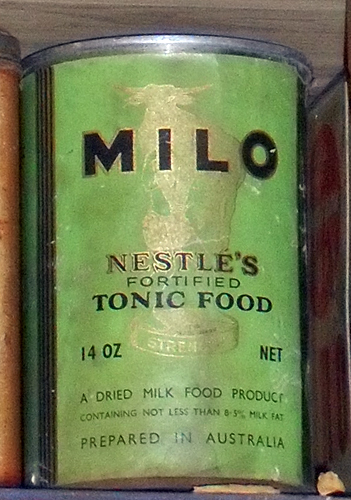
1940年的罐裝美祿

## 外部連結
- 美祿產品系列 （页面存档备份，存于）（繁體中文）
- Milo | Nestlé Global （页面存档备份，存于）